# Järngardet

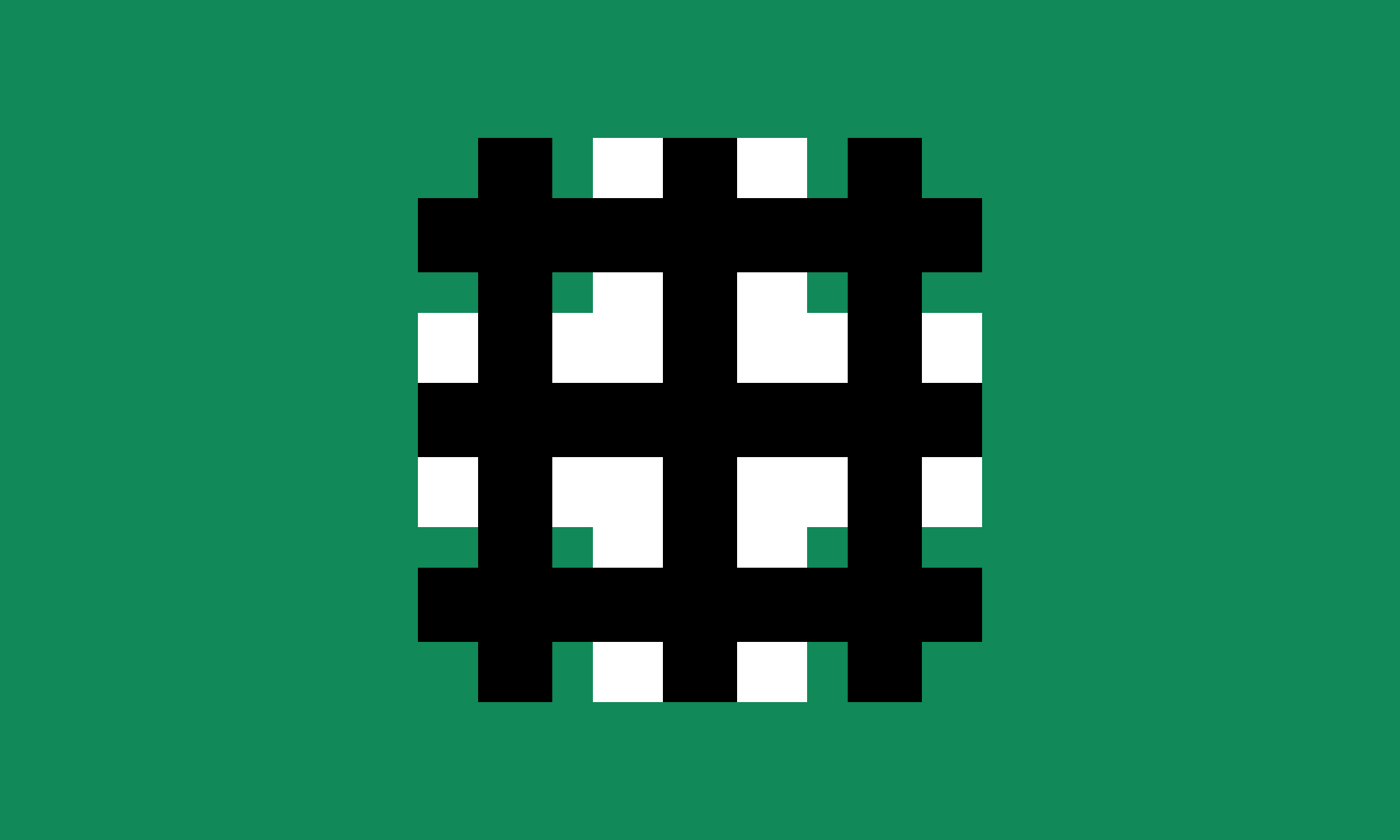
Järngardets flagga.

Järngardets symbol - tre förenade kors.

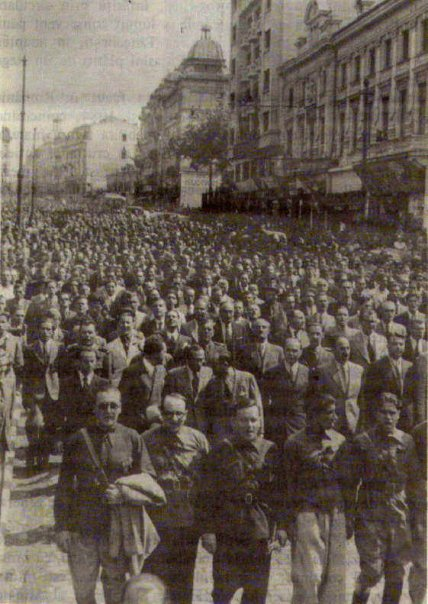
Järngardet-anhängare under torgmöte.

Järngardet (Ärkeängeln Mikaels Legion, Legiunea Arhanghelul Mihail) var en paramilitär ultrakristen fascistisk organisation i Rumänien. Organisationen grundades 1927 och leddes av Corneliu Codreanu (kallad Căpitanul, 'Kaptenen') och senare av Horia Sima. Järngardet kom att bli en viktig aktör på den rumänska politiska scenen genom sin konflikt med det politiska etablissemanget, de demokratiska krafterna och genom användandet av terrorism som politisk metod. Codreanus rörelse skapade oro hos myndigheterna och våldsamma sammandrabbningar förekom ofta. Situationen förvärrades när Codreanu uttryckte sitt fulla stöd för Adolf Hitler och nazismen.
Organisationens parti hette Allt för fäderneslandet och i valet 1937 blev det tredje största partiet i landet. Efter Codreanus död 1938 tog Horia Sima över ledarskapet. 

## Ideologi
Historikern Stanley G. Payne konstaterar i sitt verk A History of Fascism att Ärkeängeln Mikaels Legion "enligt mitt förmenande var den ovanligaste rörelsen i mellankrigstidens Europa" Legionen skilde sig från andra samtida europeiska fascistiska organisationer genom sin uppenbara religiositet. Enligt Radu Ioanid "inkluderade legionen medvetet starka inslag av ortodox kristendom i sin politiska doktrin så till den grad att det blev en av de sällsynta europeiska politiska rörelserna i modern tid som hade en religiös ideologisk struktur"[källa behövs]. Rörelsens ledare, Codreanu, var en religiös mystiker som ville ge landet en andlig förnyelse. Enligt Codreanus heterodoxa filosofi var livet ett syndfullt och våldsamt politiskt krig, som ytterst skulle överträffas av det andliga riket. För att uppnå detta skulle legionen eventuellt behöva ta till fanatiska och våldsamma aktioner för landets bästa. Förutom sin pånyttfödda nationalism och kätterskt kristna doktrin, förkunnade legionen den rumänska nationens biologiska pånyttfödelse. Liksom många fascistiska rörelser krävde legionen en revolutionär ledare, en "ny man". Man hade inget reellt ekonomiskt program, men generellt sett förespråkade legionen en offentlig regional och statlig ekonomi och hävdade att kapitalismen var materialistisk. Rörelsen såg sina främsta motståndare i de dåvarande politiska ledarna och judarna.

## Framtoning
Som en symbol för pånyttfödelse bar medlemmarna gröna uniformer, något som gav dem smeknamnet Cămăşile verzi, grönskjortor. Man hälsade varandra med den romerska hälsningen. Järngardets huvudsymbol var ett trippelkors vilket symboliserade fönstergallren i ett fängelse, detta som en symbol för martyrskap. Symbolen kallas ibland för Crucea Arhanghelului Mihail, "Ärkeängeln Mikaels kors".
Legionens mysticism ledde till en kult med inslag av döden, martyrskapet, våld och självuppoffring. Deras stöttrupper kallades för echipa morţii, "dödsgrupper". En avdelning av legionen kallades för cuib, "näste", och dess verksamhet formades runt dygder som disciplin, arbete, tystnad, utbildning, hjälp och ära. Dessa grupper utövade ritualer som skall ha inkluderat att skriva eder i blod och även att dricka blod.

## Järngardet formas
År 1923 samlades nationalister och kristna i Nationalkristna försvarsförbundet (Liga Apărării Naţional Creştine, LANC) under ledarskapet av Codreanu och professor Alexandru C. Cuza, men förbundet kom att splittras i två fraktioner, varav den ena stödde Codreanu och den andra Cuza. Codreanu lämnade 1927 sin position som andreman i partiet och grundade istället Ärkeängeln Mikaels Legion (Järngardet).
Förutom sin starka religiösa prägel skilde sig legionen på flera sätt från andra fascistiska rörelser såtillvida att man huvudsakligen hämtade sitt stöd bland landsortsbefolkning och studenter istället för bland krigsveteraner. Legionen delade dock fascisternas förkärlek för våld, inklusive politiska attentat.
Med Codreanu som karismatisk ledare gjorde sig legionen känd för sin effektiva propaganda, däribland ett skickligt användande av skådespel. Genom att använda sig av marscher, religiöst präglade processioner, patriotiska sånger och partisanvisor och koppla ihop detta med frivilligarbete och välgörenhetsinsatser i landsorten till stöd för sin antikommunistiska, antisemitiska, antiliberala och antiparlamentära filosofi, lanserade Järngardet sig som ett alternativ till den korrupta politiska makten, inklusive LANC. Inledningsvis försökte Järngardet samla alla antikommunistiska rörelser i det politiska spektrumet så länge som de stred mot kommunismens framväxt i Sovjetunionen.
Liksom andra andligt präglade klerikala fascistsammanslutningar i samtiden var Järngardet starkt antisemitiskt och förespråkade att den "rabbinska aggressionen mot den kristna världen" i dess "oväntat skiftande former" (till exempel frimureri, freudianism, homosexualitet, ateism, marxism, bolsjevism och republikanerna i Spanska inbördeskriget) underminerade samhället.
10 december 1933 förbjöd premiärminister Ion Duca Järngardet. Efter en kort period av arresteringar, misshandel, tortyr och även dödsfall (12 medlemmar ur legionen dödades av polisen) slog legionen tillbaka. Den 29 december samma år mördades Duca på järnvägsstationen i Sinaia.

## Den blodiga maktkampen
I det rumänska valet 1937 blev legionen, med 15,5% av rösterna, det tredje största partiet efter det liberala partiet och Bondeförbundet. Kung Carol II var stark motståndare till legionens politiska ambitioner, dock inte, som ibland hävdats, på grund av sin älskarinna Elena "Magda" Lupescu, en katolsk kvinna vars far var jude. Carol II lyckades hålla legionen från makten till han tvingades abdikera 1940. Under denna period var legionen i huvudsak den mest utsatta parten. 10 februari 1938 upplöste kungen parlamentet och tog på sig rollen som kunglig envåldshärskare. 
Codreanu arresterades och fängslades i april 1938. Tillsammans med flera andra legionärer ströps han natten mellan den 29 och 30 november 1938 av rumänska gendarmer, till följd av ett påstått flyktförsök. Det är numer generellt accepterat att något sådan flyktförsök aldrig ägde rum och att Codreanu och de övriga legionärerna avrättades på kungens order. Sannolikt skedde detta som en reaktion på mordet på en vän eller släkting (uppgifterna varierar) till inrikesministern Armand Călinescu 24 november 1938.
Det kungliga enväldet blev kortlivat. 7 mars 1939 bildades en ny regering med Călinescu som premiärminister. 21 september samma år dödades han av legionärer som hämnd för Codreanu. Detta ledde till fortsatta och ömsesidiga våldsdåd med dödlig utgång.
Förutom konflikten med kungen pågick samtidigt en intern maktkamp i spåren av Codreanus död. Denna kamp hade 1939 raderat nästan hela legionens ursprungliga ledning och fört fram medlemmar av lägre rang till ledande positioner. Enligt en hemlig rapport från Bukarest sent år  1940, fanns tre huvudfraktioner:
- Gruppen runt Horia Sima, en dynamisk lokal ledare från Banat[förtydliga], som var den mest pragmatiske och minst ortodoxa personen i fraktionen
- Gruppen runt Codreanus far, Ion Zelea Codreanu, och dennes bröder som avskydde Sima
- Gruppen runt Ion Moţa och Vasile Marin som ville betona rörelsens religiösa prägel

Efter en längre tids förvirring betvingade Sima all konkurrens och tog ledningen. Han erkändes som organisationens nya ledare av legionärernas forum, en instans som skapats på Simas initiativ, den 6 september 1940. 28 september samma år stormade Codreanu den äldre legionens högkvarter i Bukarest (Gröna Huset) i ett försök att ta makten, ett försök som emellertid misslyckades.

## Simas korta tid vid makten
Under de första månaderna av andra världskriget var Rumänien officiellt ett neutralt land. I Molotov-Ribbentrop-icke-angreppsavtalet av 23 augusti 1939, uttryckte, bland annat, Sovjetunionen ett "intresse" för Bessarabien. När Nazityskland och Sovjetunionen invaderade Polen beviljade Rumänien asyl för ett antal av Polens regeringsmedlemmar. Även efter Călinescus dödsfall försökte Kung Carol II upprätthålla neutraliteten, men då Frankrike erkände sig besegrat och Storbritannien drog sig tillbaka från Europa blev dessa länders löften till Rumänien meningslösa. Det var förmodligen oundvikligt att Rumänien skulle dras till axelmakterna.
Denna politiska kursändring var givetvis i legionens favör. Ion Gigurtus regering, som bildades 4 juli 1940, var den första regeringen med en legionär som kabinettsmedlem, men då rörelsen fick formell makt hade den större delen av dess karismatiska ledarskap redan dött. Horia Sima, en fanatisk antisemit som var rörelsens nye ledare efter Codreanus död, var en av de få överlevande prominenta legionärerna från de omfattande interna slitningarna under de föregående åren.
4 september 1940 ingick legionen en spänd allians med general (senare fältmarskalk) Ion Antonescu och bildade Statului Național Legionar (ungefär Nationella legionära staten) som framtvingade Carol II:s abdikation till förmån för dennes son, Mikael. Man närmade sig nu axelmaktena allt mer. Som en del av överenskommelsen blev legionen det enda tillåtna politiska partiet i landet och Sima blev vice premiärminister.
Väl vid makten, från 14 september 1940 till 21 januari 1941, skärpte legionen de antisemitiska lagarna och genomdrev en serie pogromer och politiska attentat. Fler än 60 tidigare högt uppsatta personer eller tjänstemän avrättades i fängelset i Jilava i väntan på rättegång. Bland dessa fanns bland annat den tidigare premiärministern Nicolae Iorga och förre ministern Virgil Madgearu.
Järngardet deltog i förintelsen. I boken The Destruction of the European Jews skriver Raul Hilberg: "Det fanns /.../ ögonblick då tyskarna faktiskt fick gå emellan och sakta farten med vilken de rumänska åtgärderna vidtogs". Jakten på judar i östra Rumänien (inklusive Bessarabien, Bukovina, Transnistrien och staden Iaşi) hade mer karaktären av pogromer än de tyska, välorganiserade lägren och transporterna.
Legionen hade emellertid överskattat sin makt. 24 januari 1941 slog Antonescu tillbaka en av legionen iscensatt militärkupp, vilket ledde till att legionen tvingades från sin maktposition och förlorade det lilla skydd man haft. Under det tre dagar långa inbördeskriget, vilket till slut vanns av Antonescu med stöd från tyska Wehrmacht, satte medlemmar ur Järngardet igång en pogrom i Bukarest. Bland de mest bloddrypande händelserna under denna tid var legionärernas mord på judar i ett slakteri i staden. Efter att judarna dödats hängdes de upp på köttkrokar och stympades som en parodi på kosher-slakt. Horia Sima och många legionärer flydde till Tyskland, andra fängslades.